# Суперліга (Албанія)
Чемпіона́т Алба́нії з футбо́лу (Алба́нська Суперлі́га) (алб. Kategoria superiore) — футбольні змагання в Албанії. Лігу засновано 1930 року. Раніше називалася Першою лігою. У чемпіонаті беруть участь 10 команд. Починаючи з сезону 1998—1999 чемпіонат став називатися Суперлігою і в ньому брало участь 16 команд. З сезону 1999—2000 кількість команд було зменшено до 14, з сезону 2003—2004 — до 10. З сезону 2006—2007 кількість команд було збільшено до 12, а з сезону 2011—2012 — до 14. З сезону 2013—2014 в Суперлізі виступає 12 команд, а з сезону 2014—2015 — 10.

## Чемпіони
- 1930: Тирана
- 1931: Тирана
- 1932: Тирана
- 1933: Скендербеу
- 1934: Тирана
- 1935: не проводився
- 1936: Тирана
- 1937: Тирана
- 1938—1944: не проводився
- 1945: Влазнія (Шкодер)
- 1946: Влазнія (Шкодер)
- 1947: Партизані
- 1948: Партизані
- 1949: Партизані
- 1950: Динамо (Тирана)
- 1951: Динамо (Тирана)
- 1952: Динамо (Тирана)
- 1953: Динамо (Тирана)
- 1954: Партизані
- 1955: Динамо (Тирана)
- 1956: Динамо (Тирана)
- 1957: Партизані
- 1958: Партизані
- 1959: Партизані
- 1960: Динамо (Тирана)
- 1961: Партизані
- 1962: не проводився
- 1963: Партизані
- 1964: Партизані
- 1965: 17 Ненторі
- 1966: 17 Ненторі
- 1967: Динамо (Тирана)
- 1968: 17 Ненторі
- 1969: не проводився
- 1970: 17 Ненторі
- 1971: Партизані
- 1972: Влазнія (Шкодер)
- 1973: Динамо (Тирана)
- 1974: Влазнія (Шкодер)
- 1975: Динамо (Тирана)
- 1976: Динамо (Тирана)
- 1977: Динамо (Тирана)
- 1978: Влазнія (Шкодер)
- 1979: Партизані
- 1980: Динамо (Тирана)
- 1981: Партизані
- 1982: 17 Ненторі
- 1983: Влазнія (Шкодер)
- 1984: Лябіноті
- 1985: 17 Ненторі
- 1986: Партизані
- 1987: Партизані
- 1988: 17 Ненторі
- 1989: 17 Ненторі
- 1990: Динамо (Тирана)
- 1991: Фламуртарі (Вльора)
- 1992: Влазнія (Шкодер)
- 1993: Партизані
- 1994:  Теута
- 1995: Тирана
- 1996: Тирана
- 1997: Тирана
- 1998: Влазнія (Шкодер)
- 1999: Тирана
- 2000: Тирана
- 2001: Влазнія (Шкодер)
- 2002: Динамо (Тирана)
- 2003: Тирана
- 2004: Тирана
- 2005: Тирана
- 2006: Ельбасані
- 2007: Тирана
- 2008: Динамо (Тирана)
- 2009: Тирана
- 2010: Динамо (Тирана)
- 2011: Скендербеу
- 2012: Скендербеу
- 2013: Скендербеу
- 2014: Скендербеу
- 2015: Скендербеу
- 2016: Скендербеу
- 2017: Кукесі
- 2018: Скендербеу
- 2019: Партизані
- 2020: Тирана
- 2021: Теута
- 2022: Тирана
- 2023: Партизані
- 2024: Егнатія
- 2025: Егнатія

## Досягнення чемпіонів
| №  | Клуб                | Перемог | Переможні сезони |
| -- | ------------------- | ------- | --- |
| 1. | Тирана              | 26      | 1930, 1931, 1932, 1934, 1936, 1937, 1965, 1966, 1968, 1970, 1982, 1985, 1988, 1989, 1995, 1996, 1997, 1999, 2000, 2003, 2004, 2005, 2007, 2009, 2020, 2022 |
| 2. | Динамо (Тирана)     | 18      | 1951, 1952, 1953, 1955, 1956, 1960, 1967, 1973, 1975, 1976, 1977, 1980, 1986, 1990, 2002, 2008, 2010                                                       |
| 3. | Партизані           | 17      | 1947, 1948, 1949, 1954, 1957, 1958, 1959, 1961, 1963, 1964, 1971, 1979, 1981, 1987, 1993, 2019, 2023                                                       |
| 4. | Влазнія (Шкодер)    | 9       | 1945, 1946, 1972, 1974, 1978, 1983, 1992, 1998, 2001 |
| 5. | Скендербеу          | 8       | 1933, 2011, 2012, 2013, 2014, 2015, 2016, 2018 |
| 6. | Ельбасані           | 2       | 1984, 2006 |
| 6. | Теута               | 2       | 1994, 2021 |
| 6. | Егнатія             | 2       | 2024, 2025 |
| 9. | Фламуртарі (Вльора) | 1       | 1991 |
| 9. | Кукесі              | 1       | 2017 |